# Penologie
Penologie (z latinského poena, trest) je součást právní vědy, jež se zabývá výkonem trestu. Zkoumá účinnost různých druhů trestu, podmínky výkonu trestu, praktické otázky vězeňství, možnosti alternativních trestů, prevenci, recidivu a podobně.

## Penologie v Česku
Výzkumný ústav penologický v Praze (VÚP) – ústav registrovaný Československou akademií věd jako resortní výzkumný ústav Sboru nápravné výchovy ČSR (SNV ČSR) řídil průkopník novodobé české penologie doc. PhDr. Jiří Čepelák, CSc., (23. 1. 1915 Jílovice – 23. 10. 1989 Praha), klinický psycholog a sociolog ovlivněný americkým behaviorismem. Ústav vznikl 1. 12. 1966, ovšem k 31. 12. 1980 jej pod záminkou rušení neefektivních vědeckých pracovišť zrušil ministr spravedlnosti Němec, čímž byla ve vězeňství ochromena odborná činnost a zastaveny pozitivní trendy dané dílčí reformou vězeňství z roku 1968. Kromě jiného zde např. doc. PhDr. Pavel Hartl, CSc., doc. MUDr. Václav Mikota, CSc., a MUDr. Dušan Bílý, CSc. vedli skupinovou psychoterapii s odsouzenými (tehdy pod označením „skupinové poradenství“).